# غلة مو (زلاغي الشرقي)
غلة مو (بالفارسية: گله موه) هي قرية تقع في إيران في قسم زلاغي الشرقي الریفي. يقدر عدد سكانها بـ 249 نسمة .